# Бутаков, Александр Владимирович
Бутаков Александр Владимирович (род. 30 августа 1956, Иркутск) — российский учёный-юрист, доктор юридических наук (1997), заслуженный профессор Омского государственного университета имени Ф. М. Достоевского (2021), заслуженный юрист Российской Федерации (2000).

## Биография
В 1973 г. окончил среднюю школу № 1 города Железногорска-Илимского Иркутской области. В 1974 г. окончил СГПТУ № 33 города Железногорска-Илимского по специальности «помощник машиниста электровоза и тепловоза». С 1975 по 1977 г. — служба в Вооружённых силах СССР.
С 1977 по 1978 г. обучение на дневном подготовительном отделении Иркутского государственного университета им. А. А. Жданова. В 1983 г. окончил дневное отделение юридического факультета Иркутского государственного университета им. А. А. Жданова по специальности «правоведение». С 1983 по 1984 г. — стажёр-исследователь Ленинградского государственного университета им. А. А. Жданова, юридический факультет, по специальности «правоведение». В 1984 г. поступил в очную целевую аспирантуру юридического факультета ЛГУ им. А. А. Жданова. В 1987 г. завершил обучение в аспирантуре защитой кандидатской диссертации по специальности 12.00.05 «трудовое право, право социального обеспечения, охрана труда».
С 1988 г. по настоящее время — работа в Омском государственном университете имени Ф. М. Достоевского. С 1988 по 1997 г. — ассистент, старший преподаватель, доцент, заведующий кафедрой социологии ОмГУ им. Ф. М. Достоевского. В 1997 г. защитил докторскую диссертацию в Санкт-Петербургском государственном университете по специальности 12.00.01 «теория государства и права, история государства и права, история государства и права зарубежных стран, история политических и правовых учений». С 1999 г. — профессор кафедры теории и истории государства и права ОмГУ им. Ф. М. Достоевского (по настоящее время).
Область научных интересов — исследование различных аспектов новейшей истории российской государственности. По данному направлению опубликован ряд монографий, в том числе: «К исследованию новейшей истории российской государственности: Византия история без конца» (2011), «К исследованию новейшей истории российской государственности: Неподъёмная демократия?» (2012), «К исследованию новейшей истории российской государственности: Транзит» (2016), «К исследованию новейшей истории российской государственности: Собственность и государство. Всеобщее и единичное» (2018), «К исследованию новейшей истории российской государственности: Метаморфоза государства» (2021). Автор более 400 проектов нормативных правовых актов, включая проект Устава (Основного Закона) Омской области.
С 1994 по 1998 г. — член Консультативного Совета Законодательного Собрания Омской области. В 2000 г. — приглашённый эксперт Центра стратегических разработок при Правительстве РФ. С 2014 г. — член Научно-экспертного совета при Комитете по федеративному устройству, региональной политике, местному самоуправлению и делам Севера СФ Федерального Собрания РФ.
С 1997 г. — председатель экспертного комитета, председатель государственно-правового комитета Администрации Омской области. С 2001 по 2004 г. — начальник Главного государственного правового управления Омской области. С 2004 по 2009 г. — заместитель Председателя Правительства Омской области, Министр государственно-правового развития Омской области. С мая 2012 по апрель 2013 г. — Министр государственно-правового развития Омской области, первый заместитель Председателя Правительства Омской области.

## Государственные награды
- орден Почёта (2004)
- орден «За заслуги перед Отечеством» IV степени (2007)
- золотая медаль «За особые заслуги перед Омской областью» (2005)
- Почётный гражданин Омской области (2016) и др.